# Startforce
O Startforce é uma base virtual desktop acessada via browser. Similar a um SO em uma máquina local, a base virtual possui ferramentas de trabalho de usuário, como editor de texto, calendário, messenger e outros.
O Startforce foi fundado por Jin Koh com a visão de hospedar os desktops do mundo virtualmente. O provedor usa o padrão AJAX tecnologia para tratar as interfaces, que são entregues via o protocolo HTTP padrão sem a necessidade de se instalar nenhum plug-in proprietário. O Startforce é capaz de rodar aplicativos padrão da Microsoft, aplicativos SaaS, além de aplicativos web internos, entre outros; oferece acesso via dispositivos móveis; apresenta aplicativos multimídia.

## Funcionalidades
Dispensa a necessidade de se instalar qualquer aplicativo, bastando acesso à internet.
Desenvolvida na linguagem Java, e é um oficial da Microsoft SPLA parceiro fornecedor de serviços, o que possibilitou a compatibilidade com os programas e ferramentas MS, como o pacote Office.
As funcionalidades foram desenvolvidas baseadas nas dos SO’s da Microsoft, como click duplo para abrir a janela, criar atalho, menu iniciar, multijanelas e outras. Portanto, é de fácil utilização.

### Aplicativos presentes
- AudioPlayer, para execução de músicas, que, em parte, lembra a interface do Winamp;
- Video Player, para execução de vídeos, o qual funciona com arquivos no formato mp4.
- Picture Viwer, para exibição de imagens; assemelha-se ao visualizador de imagens do Windows.
- Cooliris Viewer[2], que permite a exibição de imangens de uma forma bem interessante.
- Startforce Calendar, que é um calendário com funções de agenda. É possível, através deste, criar-se lembretes que são enviados para o e-mail do usuário ou que aparecem como popup na tela do próprio sistema operacional on-line.
- Startforce Contacts Manager, um gerenciador de contatos, muito bem organizado.
- Startforce Mail, semelhante ao Outlook.
- Messenger, que, além de, permitir um chat entre colaboradores e colegas e uma grande facilidade para compartilhamento de arquivos, permite o acesso de contas do MSN, ICQ, AOL, Google Talk e Yahoo.
- Sharing Wizard, que possibilita o compartilhamento de arquivos com pessoas que ainda não tem uma conta no Startforce através de um simples clique com o botão direito do mouse e a escolha da opção "Share".
- File Explorer, que permite o gerenciamento dos arquivos.
- Text Editor, semelhante ao Bloco de Notas do Windows.
- Writer 2.0, um editor de texto com mais funcionalidades que o Text Editor.
- O conjunto de softwares Kingsoft: Presenter 2007, Spreadsheets 2007 e Writer 2007, uma alternativa ao Powerpoint, Excel e Word, respectivamente.
- Task Manager, uma administrador de tarefas que ajuda o usuário a encontrar os vários aplicativos do sistema.
- Adobe Reader, para visualização de arquivos no formato PDF.
- File Uploader, que permite ao usuário fazer o upload de um arquivo por vez.
- Bulk Uploader, que permite ao usuário fazer o upload de vários arquivos simultaneamente.

Na versão paga são adicionados outros, como:
- Startforce Antivirus, que proteje o sistema contra ameaças via e-mail ou outras fontes.
- Ferramentas Word, Excel e Powerpoint do Microsoft Office 2007.[3]

## Segurança
StartForce implanta tecnologias de segurança utilizadas pela banca online e sites de comércio eletrônico. Sua plataforma vem embutida com mais de 50 recursos de segurança. Utiliza a criptografia SSL, o padrão para garantir a transmissão entre cliente e servidor. Além disso, documentos e senhas armazenadas dentro StartForce são totalmente criptografadas com chaves de 128-bit AES.

## Integrações
- Arquitetura do Startforce

Existem pontos de integração com vários tipos de serviços de back-end. É possível se acessar a partir de qualquer navegador web em qualquer rede.
- Integração do Citrix XenApp

Integrações com Citrix XenApp para executar todos os seus aplicativos do Windows no StartForce.
- Integração do Active Directory

Integrações com o Active Directory e os serviços LDAP para perfis, autenticações, e single-sign-ons.
- Integração IMAP e SMTP

Integra-se com SMTP e IMAP com e-mail, calendário, os servidores de groupware. Como o Microsoft Exchange, Gmail e Lotus Notes.
- Integração NFS, CIFS, Samba File Server

Integração com o Network File System, Common Internet File System, e protocolo de Samba para visualizar o conteúdo do servidor de arquivos dentro do StartForce.
- Integração com One time password

Permite que telefones celulares autentifiquem-se no StartForce com um One Time Password enviado via SMS.

## Compatibilidade comBrowsers
Dos mais utilizados funciona no Internet Explorer, Safari (navegador), Mozilla Firefox e Google Chrome, mas não no Opera.